# Cadena de televisión
Una cadena de televisión es una red de distribución para contenido de televisión a través de la cual, un control centralizado proporciona programación para varios canales de televisión. Hasta mediados de los años 1980, la programación de televisión en la mayoría de los países del mundo estaba dominada por un pequeño número de redes de emisión. Muchas de las primeras redes de televisión (p. ej. la BBC, NBC, CBS, ABC, Televisa, Rede Globo, Telefe, NHK, MEGA, TVN, la red (Chile), Telecorporación Salvadoreña, América Televisión (Perú) y TVE) evolucionaron de las anteriores redes de radio.

## Resumen
En los países en los que la mayoría de las redes emiten contenidos idénticos, originados de forma centralizada, a todas sus emisoras y en los que, por tanto, la mayoría de las emisoras de televisión individuales sólo funcionan como grandes "emisoras repetidoras", los términos "red de televisión", "canal de televisión" (un identificador numérico o frecuencia de radio) y "emisora de televisión" se han convertido en la mayoría de los casos en intercambiables en el lenguaje cotidiano, aunque los profesionales de las profesiones relacionadas con la televisión siguen haciendo una diferenciación entre ellos. Dentro de la industria, a veces se crea un escalonamiento entre grupos de redes basado en si su programación se origina simultáneamente desde un punto central, y si el control maestro de la red tiene la capacidad técnica y administrativa para hacerse cargo de la programación de sus afiliadas en tiempo real cuando lo considere necesario - el ejemplo más común es durante eventos nacionales de noticias de última hora.
En América del Norte, en particular, muchas redes de televisión disponibles a través de la cable y la televisión por satélite se denominan "canales" porque son algo diferentes de las redes tradicionales en el sentido definido anteriormente, ya que son operaciones singulares - no tienen afiliados o estaciones de componentes, sino que se distribuyen al público a través de los proveedores de cable o satélite de difusión directa. Este tipo de redes suelen denominarse "canal especializados" en Canadá o "red de cables" en Estados Unidos.
Una cadena puede o no producir toda su programación. En caso contrario, las empresas de producción (como Warner Bros. Television, Universal Television, Sony Pictures Television y TriStar Television) pueden distribuir sus contenidos a las distintas cadenas, y es habitual que una determinada productora tenga programas que se emitan en dos o más cadenas rivales. Del mismo modo, algunas cadenas pueden importar programas de televisión de otros países, o utilizar la programación archivada para ayudar a complementar sus horarios.
Algunas emisoras tienen la capacidad de interrumpir la red mediante la inserción local de anuncios televisivos, identificación de la emisora y alerta de emergencia. Otras se separan completamente de la red para su propia programación, método conocido como variación regional. Esto es común cuando las redes pequeñas son miembros de redes más grandes. La mayoría de las emisoras de televisión comercial son de propiedad propia, aunque una variedad de estas instancias son propiedad de una red de televisión de propiedad y operación. Las televisiones comerciales también pueden estar vinculadas a un organismo de radiodifusión educativo no comercial. También es importante señalar que algunos países han puesto en marcha redes nacionales de televisión, de modo que las distintas televisiones pueden actuar como repetidoras comunes de programas de ámbito nacional.
Por otra parte, las redes de televisión también experimentan grandes cambios relacionados con las variedades culturales. La aparición de la televisión por cable ha puesto a disposición de los principales mercados mediáticos programas como los dirigidos a los latinos biculturales estadounidenses. Una audiencia cautiva tan diversa presenta una ocasión para que las redes y las filiales anuncien la mejor programación que necesita ser emitida.
Así lo explica el autor Tim P. Vos en su resumen A Cultural Explanation of Early Broadcast, en el que determina las representaciones de grupo objetivo/grupo no objetivo, así como la especificidad cultural empleada en la entidad de la red televisiva. Vos señala que los legisladores no tenían la intención expresa de crear un orden de difusión dominado por las redes comerciales. De hecho, se hicieron intentos legislativos para limitar la posición preferente de la red.
En cuanto a las emisoras individuales, los modernos centros de operaciones de la red suelen utilizar la automatización de la emisión para gestionar la mayoría de las tareas. Estos sistemas no sólo se utilizan para la programación y para el servidor de vídeo playout, sino que utilizan la hora atómica exacta del Sistema de Posicionamiento Global u otras fuentes para mantener una perfecta sincronización con los sistemas de subida y bajada, de modo que la programación aparezca sin fisuras para los espectadores.

## España
La televisión en España comenzó en 1956 con la creación de Televisión Española (TVE) y se expandió en los años 80 con la llegada de las cadenas autonómicas como TV3, ETB y TVG. En los 90, se liberalizó el sector con la aparición de cadenas privadas como Antena 3 y Telecinco. La digitalización en los 2000s llevó a la adopción de la Televisión Digital Terrestre (TDT), culminando en el apagón analógico en 2010. En la última década, el auge de las plataformas de streaming como Netflix y HBO, junto con las plataformas propias de cadenas nacionales, ha diversificado aún más la oferta televisiva en España.
A continuación se listan las principales cadenas de televisión en España que emiten en abierto:

### Cadenas Nacionales
1. RTVE (Radiotelevisión Española)
  - La 1: Es la principal cadena pública de España y ofrece una programación variada que incluye noticias, entretenimiento, series y películas.
  - La 2: Ofrece contenidos más culturales y educativos, documentales, programas de debate y cine independiente.
  - 24 Horas: Canal de noticias que emite información las 24 horas del día.
  - Clan: Canal dedicado a los niños, con dibujos animados y programas educativos.
  - Teledeporte: Canal especializado en deportes.
2. Atresmedia
  - Antena 3: Una de las principales cadenas privadas, conocida por sus series de ficción, concursos, programas de entretenimiento y noticias.
  - La Sexta: Destaca por su enfoque en la actualidad, noticias, programas de debate y entretenimiento.
3. Mediaset España
  - Telecinco: Cadena privada con una programación muy variada que incluye series, realities, noticias y programas de entretenimiento.
  - Cuatro: Se enfoca en un público más joven con series, realities y programas de actualidad y entretenimiento.

### Cadenas Autonómicas
1. TV3 (Cataluña): La televisión autonómica catalana, con una programación en catalán que incluye noticias, entretenimiento, y series locales.
2. Telemadrid (Madrid): La cadena pública de la Comunidad de Madrid, con una programación que incluye noticias locales, entretenimiento y deportes.
3. Canal Sur (Andalucía): Ofrece programación en andaluz, con noticias, programas culturales y entretenimiento.
4. Otrasː TVG, ETB, etc.

Por último, con la llegada a partir de la década de 2010 de plataformas de streaming como Netflix, HBO, Amazon Prime Video, y Disney+, las cadenas tradicionales han tenido que adaptarse para seguir siendo relevantes. Esto ha llevado a una mayor producción de contenido original y a la creación de plataformas propias de streaming, como Atresplayer (Atresmedia) y Mediaset Infinity (Mediaset España).

## Estados Unidos
La televisión en Estados Unidos ha estado dominada durante mucho tiempo por las Tres grandes cadenas de televisión, la American Broadcasting Company (ABC), CBS (antes Columbia Broadcasting y National Broadcasting Company (NBC); sin embargo, la Fox Broadcasting Company (Fox), que se puso en marcha en octubre de 1986, ha ganado protagonismo y ahora se considera parte de las "Cuatro Grandes". Las Tres Grandes proporcionan un número importante de programas a cada una de sus filiales, incluyendo noticiario, horario de máxima audiencia, horario de día y deportes, pero siguen reservando períodos durante cada día en los que su filial puede emitir programación local, como noticias locales o programas sindicados. Desde la creación de la Fox, el número de cadenas de televisión estadounidenses ha aumentado, aunque la cantidad de programación que ofrecen suele ser mucho menor: por ejemplo, The CW sólo ofrece catorce horas de programación en horario de máxima audiencia a la semana (junto con tres horas los sábados), mientras que MyNetworkTV sólo ofrece diez horas de programación en horario de máxima audiencia a la semana, lo que deja a sus filiales para rellenar los periodos de tiempo en los que no se emiten programas de la cadena con una gran cantidad de programación sindicada. Otras cadenas se dedican a la programación especializada, como los contenidos de religiosa o los programas presentados en idiomas distintos del inglés, especialmente el español.
Sin embargo, la mayor cadena de televisión de Estados Unidos es la Public Broadcasting Service (PBS), un servicio educativo no comercial, de propiedad pública y sin ánimo de lucro. En comparación con las redes de televisión comercial, no existe un brazo central unificado de programación de emisiones, lo que significa que cada estación miembro de la PBS tiene una gran libertad para programar los programas de televisión según su consentimiento. Algunas televisiones públicas, como PBS, tienen redes de subcanal digital separadas a través de sus emisoras afiliadas (por ejemplo, Georgia Public Broadcasting; de hecho, algunos programas que se emiten en PBS se han marcado en otros canales como procedentes de GPB Kids y PBS World).
Esto funciona porque cada cadena envía su señal a muchas emisoras de televisión locales afiliadas en todo el país. Estas emisoras locales transmiten la "señal de la cadena", que puede ser vista por millones de hogares en todo el país. En estos casos, la señal se envía a más de 200 emisoras o a sólo una docena o menos de emisoras, dependiendo del tamaño de la red.
Con la adopción de la televisión digital, también se han creado redes de televisión específicamente para su distribución en los subcanales digitales de las emisoras de televisión (incluidas las redes centradas en series de televisión y películas clásicas operadas por empresas como Weigel Broadcasting (propietarios de Movies! y Me-TV) y Nexstar Media Group (propietarios de Rewind TV y Antenna TV), junto con redes centradas en la música, los deportes y otros programas especializados).
Los proveedores de Cable y satélite pagan a las cadenas una determinada tarifa por abonado (la más alta es la de ESPN, en la que los proveedores de cable y satélite pagan una tarifa de más de 5 dólares por abonado a ESPN). Los proveedores también se encargan de la venta de publicidad insertados a nivel local durante la programación nacional, en cuyo caso la cadena y el proveedor de cable/satélite pueden compartir los ingresos. Las cadenas que mantienen un formato de compra en casa o infomercial pueden, en cambio, pagar a la emisora o al proveedor de cable/satélite, en un acuerdo de intermediada. Esto es especialmente común en las emisoras de televisión de baja potencia y, en los últimos años, aún más en las emisoras que utilizaron esta fuente de ingresos para financiar su conversión a las emisiones digitales, que a su vez les proporciona varios canales adicionales para transmitir diferentes fuentes de programación.

### Historia
La radiodifusión televisiva en Estados Unidos estuvo muy influenciada por la radio.  Las primeras emisoras de radio experimentales de Estados Unidos comenzaron a funcionar de forma limitada en la década de 1910.  En noviembre de 1920, Westinghouse contrató "la primera emisora de radio con licencia comercial del mundo", KDKA en Pittsburgh, Pensilvania. Otras empresas construyeron las primeras emisoras de radio en Detroit, Boston, Nueva York y otras zonas.  Las emisoras de radio recibían permiso para transmitir a través de licencias de emisión obtenidas a través de la Comisión Federal de Radio (FRC), una entidad gubernamental que se creó en 1926 para regular la industria de la radio.  Con algunas excepciones, las estaciones de radio al este del río Misisipi recibían distintivo de llamada oficial que comenzaba con la letra "W"; a las del oeste del Misisipi se les asignaban llamadas que comenzaban con una "K".  El número de programas que emitían estas primeras emisoras era a menudo limitado, en parte debido a los gastos de creación de programas.  Se concibió la idea de un sistema de red que distribuyera la programación a muchas emisoras simultáneamente, ahorrando a cada emisora el gasto de crear todos sus propios programas y ampliando la cobertura total más allá de los límites de una sola señal de emisión.
La NBC estableció la primera red de radio permanente de costa a costa en Estados Unidos en 1928, utilizando la tecnología de línea telefónica dedicada. La red enlazaba físicamente las estaciones de radio individuales, casi todas las cuales eran de propiedad y operación independiente, en una vasta cadena, la señal de audio de la NBC se transmitía así de estación en estación a los oyentes de todo Estados Unidos. Otras empresas, como la CBS y la Mutual Broadcasting System, no tardaron en seguir su ejemplo, y cada cadena contrató a cientos de emisoras individuales como afiliadas: emisoras que aceptaban emitir programas de una de las cadenas.
A medida que la radio prosperaba a lo largo de las décadas de 1920 y 1930, las emisoras de televisión experimentales, que emitían tanto una señal de audio como de vídeo, comenzaron a realizar emisiones esporádicas. Las licencias para estas emisoras experimentales se concedían a menudo a locutores de radio experimentados, por lo que los avances en la tecnología de la televisión siguieron de cerca los avances en la tecnología de la radio. A medida que crecía el interés por la televisión y que las primeras emisoras de televisión empezaban a emitir con regularidad, surgió la idea de conectar en red las señales de televisión (enviando la señal de vídeo y audio de una emisora a las emisoras periféricas). Sin embargo, la señal de un sistema de televisión electrónica, que contenía mucha más información que una señal de radio, requería un medio de transmisión de banda ancha. La transmisión por medio de una serie de torres de retransmisión de radio en todo el país sería posible, pero extremadamente cara.
Los investigadores de AT&T, filial de los Bell Telephone Laboratories, patentaron el cable coaxial en 1929, principalmente como dispositivo para mejorar la telefonía. Su gran capacidad (transmitir 240 llamadas telefónicas simultáneamente) también lo hacía ideal para la transmisión de televisión a larga distancia, donde podía manejar una banda de frecuencia de 1 MHz. La televisión alemana demostró por primera vez una aplicación de este tipo en 1936 al retransmitir por cable llamadas telefónicas televisadas desde Berlín a Leipzig, 180 km (111,8 mi) de distancia.
AT&T tendió el primer cable coaxial de portadora L entre Nueva York y Filadelfia, con estaciones automáticas de reforzamiento de la señal cada 10 millas (16,1 km), y en 1937 experimentó con la transmisión de imágenes en movimiento televisadas a través de la línea. Los Laboratorios Bell hicieron demostraciones del enlace de televisión entre Nueva York y Filadelfia en 1940 y 1941. AT&T utilizó el enlace coaxial para transmitir la Convención Nacional Republicana en junio de 1940 desde Filadelfia a la ciudad de Nueva York, donde fue televisada a unos cientos de receptores a través de la emisora de la NBC W2XBS (que evolucionó a WNBC), así como vista en Schenectady, Nueva York, a través de W2XB (que evolucionó a WRGB) mediante la retransmisión fuera del aire desde la emisora de Nueva York.
La NBC había demostrado anteriormente una emisión de televisión interurbana el 1 de febrero de 1940, desde su estación en la ciudad de Nueva York a otra en Schenectady, Nueva York mediante antenas de retransmisión de General Electric, y comenzó a transmitir algunos programas de forma irregular a Filadelfia y Schenectady en 1941. Las prioridades en tiempos de guerra suspendieron la fabricación de equipos de televisión y radio para uso civil desde el 1 de abril de 1942 hasta el 1 de octubre de 1945, lo que interrumpió temporalmente la expansión de las redes de televisión. Sin embargo, en 1944 se emitió simultáneamente por tres emisoras un cortometraje, "Patrullando el éter", como experimento.
.

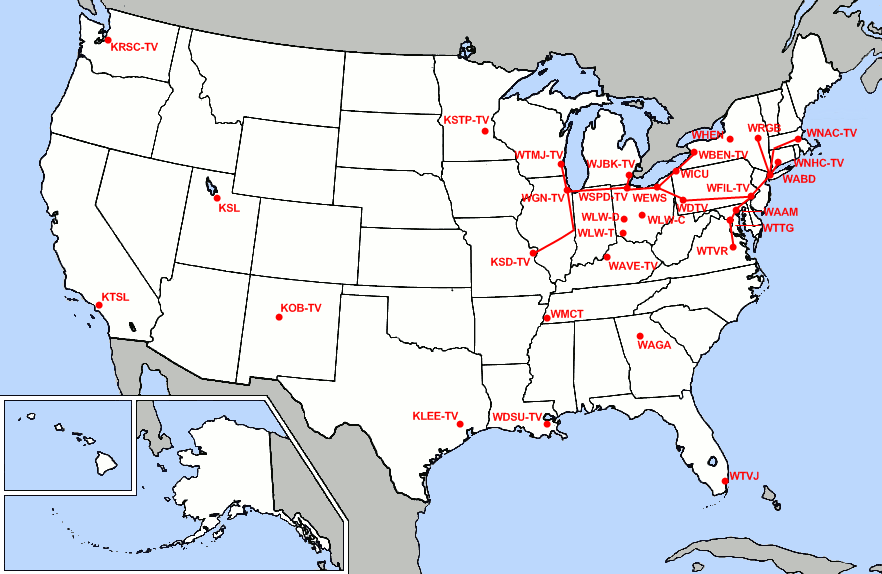
La red de televisión DuMont en 1949. La red de emisoras de DuMont se extendía desde Boston hasta San Luis. Estas emisoras estaban conectadas entre sí a través del cable coaxial de AT&T, lo que permitía a la red emitir la programación de televisión en directo a todas las emisoras al mismo tiempo. Las emisoras que aún no estaban conectadas recibían las grabaciones de cinescopio mediante entrega física

AT&T realizó su primera incorporación de la posguerra en febrero de 1946, con la finalización de un cable de 225 mi entre la ciudad de Nueva York y Washington D. C., aunque una borrosa emisión de demostración demostró que no se utilizaría con regularidad durante varios meses. La Red de Televisión DuMont, que había iniciado emisiones experimentales antes de la guerra, lanzó lo que Newsweek denominó "la primera red de televisión comercial permanente del país" el 15 de agosto de 1946, conectando la ciudad de Nueva York con Washington. Para no quedarse atrás, la NBC puso en marcha lo que denominó "la primera red de televisión del mundo que funcionaba con regularidad" el 27 de junio de 1947, dando servicio a la ciudad de Nueva York, Filadelfia, Schenectady y Washington. Baltimore y Boston se añadieron a la red de televisión de la NBC a finales de 1947. A DuMont y a la NBC se unirían la CBS y la ABC en 1948.
En la década de 1940, el término "radiodifusión en cadena" se utilizaba cuando se hablaba de las emisiones en red, ya que las emisoras de televisión estaban unidas en largas cadenas a lo largo de la Costa Este. Pero a medida que las redes de televisión se expandieron hacia el oeste, las emisoras de televisión interconectadas formaron grandes redes de emisoras afiliadas conectadas. En enero de 1949, con la incorporación de la WDTV de DuMont en Pittsburgh, las redes del Medio Oeste de Estados Unidos y de la Costa Este de Estados Unidos quedaron finalmente conectadas por cable coaxial (con WDTV emitiendo los mejores programas de las cuatro cadenas). En 1951, las cuatro cadenas se extendían de costa a costa, transportadas por la nueva red de radioenlace por microondas de AT&T Long Lines. Sólo unas pocas emisoras de televisión locales seguían siendo independientes de las cadenas.
Cada una de las cuatro grandes cadenas de televisión emitía originalmente sólo unas pocas horas de programas a la semana en sus emisoras afiliadas, sobre todo entre las 8:00 y las 11:00 p. m. Hora del Este, cuando la mayoría de los espectadores veían la televisión. La mayoría de los programas emitidos por las cadenas de televisión seguían siendo de producción local. Sin embargo, a medida que las cadenas aumentaban el número de programas que emitían, los funcionarios de la Comisión Federal de Comunicaciones (FCC) empezaron a preocuparse de que las televisiones locales se convirtieran en una amenaza. (FCC) se preocuparon de que la televisión local pudiera desaparecer por completo. Finalmente, el regulador federal promulgó la Regla de acceso al prime time, que restringía el tiempo que las cadenas podían emitir programas; los funcionarios esperaban que las reglas fomentaran el desarrollo de programas locales de calidad, pero en la práctica, la mayoría de las emisoras locales no querían soportar la carga de producir muchos de sus propios programas y, en su lugar, optaban por comprar programas a productores independientes. La venta de programas de televisión a las distintas emisoras locales se realiza a través de un método denominado "sindicación de emisiones", y en la actualidad casi todas las emisoras de televisión de Estados Unidos obtienen programas sindicados además de los producidos por las cadenas.
A finales del siglo XX, los repetidores de radio por microondas que cruzaban el país fueron sustituidos por satélites de servicio fijo. Algunos repetidores de radio terrestres siguieron funcionando para las conexiones regionales.
Tras el fracaso y el cierre de DuMont en 1956, se realizaron varios intentos de nuevas redes entre los años 50 y 70, con poco éxito. La Fox Broadcasting Company, fundada por la Rupert Murdoch, propiedad de News Corporation (ahora propiedad de Fox Corporation), fue lanzada el 9 de octubre de 1986 después de que la compañía comprara los activos televisivos de Metromedia; acabaría ascendiendo a la categoría de cuarta cadena importante en 1994. Otras dos cadenas se lanzaron con una semana de diferencia en enero de 1995: The WB Television Network, una empresa conjunta entre Time Warner y la Tribune Company, y la United Paramount Network (UPN), formada a través de una alianza de programación entre Chris-Craft Industries y Paramount Television (cuya matriz, Viacom, adquiriría más tarde la mitad y posteriormente la totalidad de la cadena a lo largo de su existencia). En septiembre de 2006, The CW fue lanzada como una "fusión" de The WB y UPN (en realidad, una consolidación de los programas de mayor audiencia de cada cadena en un solo horario); MyNetworkTV, una cadena formada por afiliados de UPN y The WB que no se afiliaron a The CW, fue lanzada al mismo tiempo.

### Regulación
La normativa de la FCC en Estados Unidos restringía la número de emisoras de televisión que podía poseer una misma cadena, empresa o individuo. Esto condujo a un sistema en el que la mayoría de las emisoras de televisión locales eran de propiedad independiente, pero recibían la programación de la cadena a través de un contrato de franquicia, excepto en unas pocas ciudades importantes que tenían emisoras propias y operadas de una cadena y emisoras independientes. En los primeros tiempos de la televisión, cuando a menudo sólo había una o dos emisoras emitiendo en un mercado determinado, las emisoras solían estar afiliadas a varias redes y podían elegir qué programas se emitían. Con el tiempo, a medida que se fueron concediendo licencias a más emisoras, se hizo común que cada emisora estuviera afiliada exclusivamente a una sola red y transmitiera todos los programas de "prime time" que la red ofrecía. Sin embargo, las emisoras locales se apartan ocasionalmente de la programación regular de la cadena, especialmente cuando se produce una situación de noticias de última hora o de mal tiempo en la zona de audiencia. Además, cuando las emisoras vuelven a la programación de la cadena después de una[pausa publicitaria, las identificaciones de las emisoras se muestran en los primeros segundos antes de cambiar al logotipo de la cadena.